# جزتایمز
جزتایمز (انگلیسی: JazzTimes) مجله‌ای آمریکایی است که به موسیقی جَز اختصاص دارد. از این مجله ۱۰ شماره در سال منتشر می‌شود و در سال ۱۹۷۰ در واشینگتن، دی.سی. توسط داویدسون سابین (۱۹۲۸–۲۰۱۸) به عنوان خبرنامه رادیو آزاد جز بنیان‌گذاری شده است. سابین این رادیو را به عنوان بخشی از فروشگاه موسیقی خود که در ۱۹۶۲ افتتاح شده بود، ایجاد کرد. این خبرنامه مشتریان را از آخرین رخدادهای دنیای جز و موسیقی‌های عرضه‌شده باخبر می‌کردند و برنامه‌هایی با اخبار و داستان‌های گفته‌نشده فهرست موسیقی‌شان می‌ساختند.